# Las Cañadillas
Las Cañadillas es una localidad española del municipio de El Castillo de las Guardas, perteneciente a la provincia de Sevilla, en la comunidad autónoma de Andalucía.

## Historia
Hacia mediados del siglo XIX, el lugar, ya por entonces perteneciente al Castillo de las Guardas, tenía contabilizada una población de 24 habitantes. La localidad aparece descrita en el quinto volumen del Diccionario geográfico-estadístico-histórico de España y sus posesiones de Ultramar de Pascual Madoz de la siguiente manera:

CAÑADILLAS: ald. ó cas. en la prov. de Sevilla, part. jud. de Sanlucar la Mayor, térm. jurisd. del Castillo de las Guardas (V.). pobl.: 7 vec., 24 almas.
(Madoz, 1846, p. 484)

En 2022, la entidad singular de población tenía empadronados 15 habitantes y el núcleo de población 11 habitantes.